# أطفال الذرة: وحي
أطفال الذرة: وحي (بالإنجليزية: Children of the Corn: Revelation)‏ هو فيلم رعب تم إنتاجه في الولايات المتحدة وصدر سنة 2001 بطولة مايكل آيرونسايد وكريستال لوي وهو الجزء السابع من سلسلة أفلام «أطفال الذرة».

## القصة
عندما حاولت فتاة تدعى جيمي مرارًا وتكرارًا الاتصال بجدتها دون جدوى، تحقق من ذلك بالذهاب إلى شقتها في أوماها نبراسكا.... فقط لتجد أن الأطفال الممسوسين قد تم إدانتها وتجاوزها! بينما تتعمق أكثر، تكتشف سرًا غامضًا عن جدتها وتوقظ قوة شيطانية مظلمة تريد جيمي ميتًا ولن تتوقف عند أي شيء.

## الميزانية والإيرادات
كلف الفيلم 2.5 مليون دولار.

## وصلات خارجية
أطفال الذرة: وحي على موقع IMDb (الإنجليزية)
- أطفال الذرة: وحي على موقع روتن توميتوز (الإنجليزية)
- أطفال الذرة: وحي على موقع نتفليكس (الإنجليزية)
- أطفال الذرة: وحي على موقع Turner Classic Movies (الإنجليزية)
- أطفال الذرة: وحي على موقع أول موفي (الإنجليزية)
- أطفال الذرة: وحي على موقع فيلمافينيتي (الإسبانية)
- أطفال الذرة: وحي على موقع قاعدة بيانات الفيلم (الإنجليزية)
- أطفال الذرة: وحي على موقع ليتربوكسد (الإنجليزية)
- أطفال الذرة: وحي على موقع كينوبويسك (الروسية)